# Edmund Nowicki

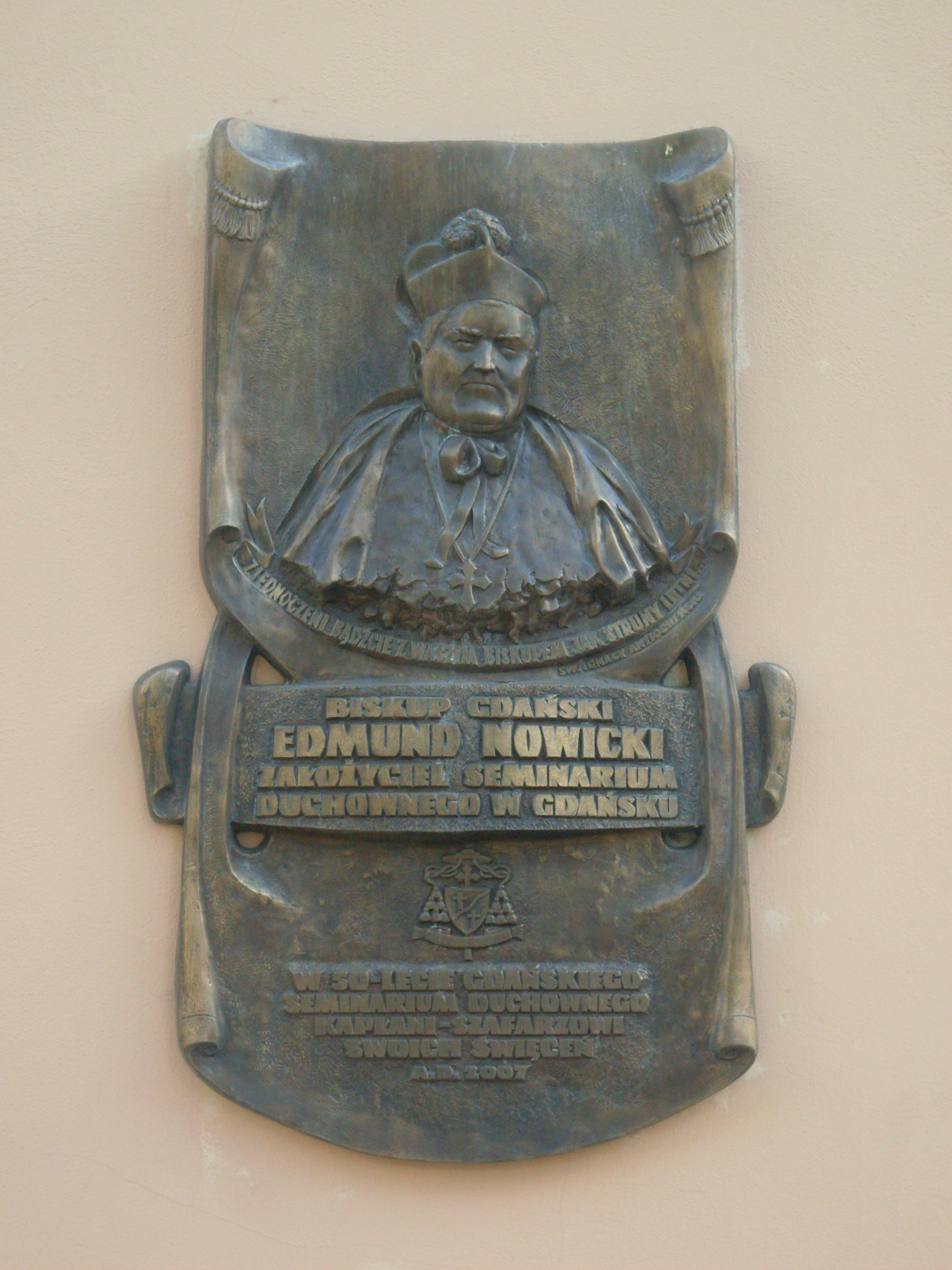
Gedenktafel für Bischof Edmund Nowicki am Danziger Theologischen Seminar

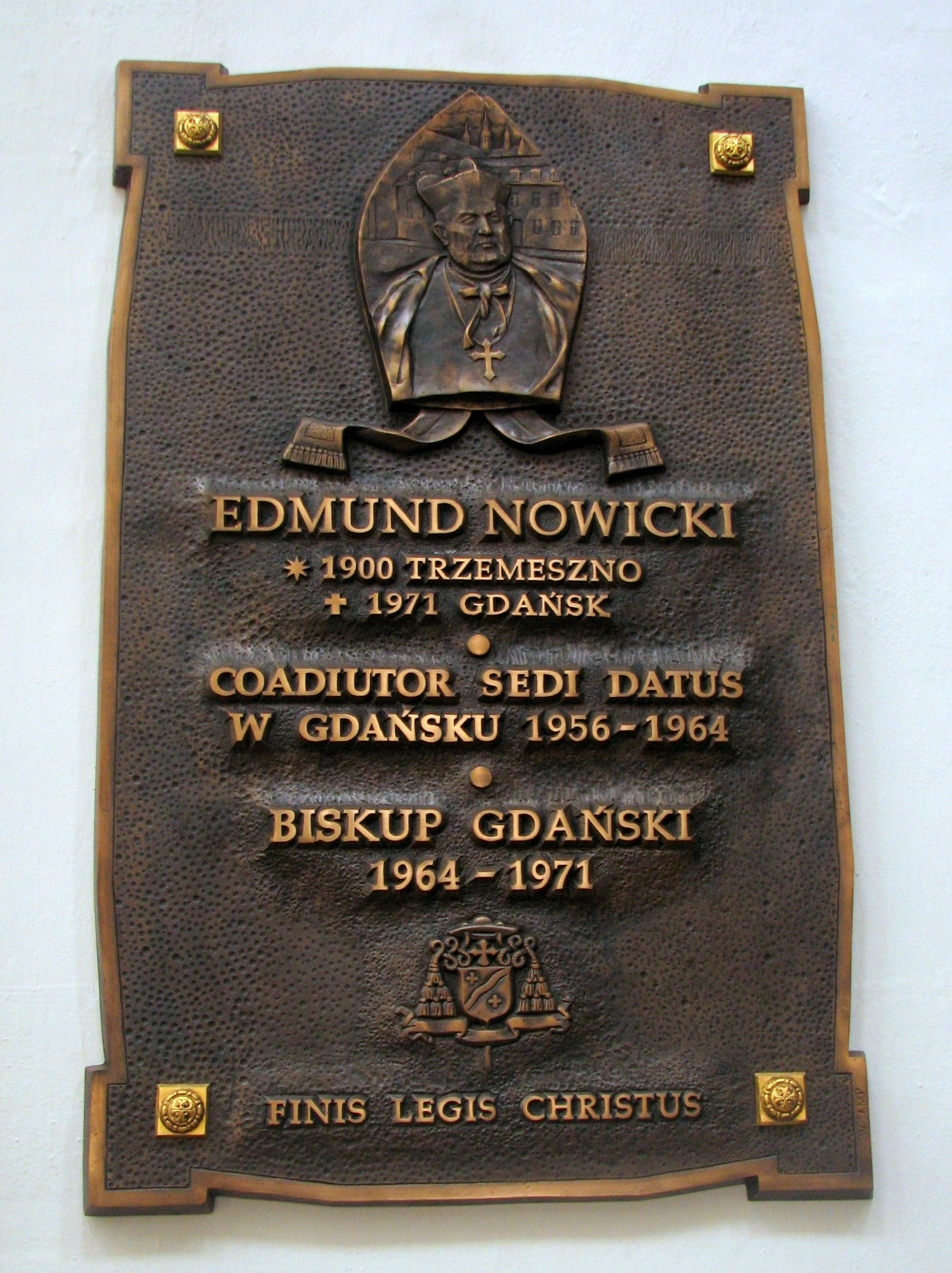
Grabplatte im Dom zu Oliva

Edmund Nowicki (* 13. September 1900 in Trzemeszno, Woiwodschaft Großpolen; † 10. März 1971 in Warschau) war Koadjutor und Bischof des Bistums Danzig.

## Leben
Nach dem Abitur am Gymnasium in Trzemeszno besuchte Nowicki das Posener Priesterseminar und wurde am 15. März 1924 in Gnesen zum Priester geweiht. Von 1927 bis 1930 studierte er in Rom Kirchenrecht und erwarb den theologischen Doktorgrad. Anschließend war er im Generalvikariat und am bischöflichen Offizialat in Posen tätig. Während des Zweiten Weltkriegs wurde er im Konzentrationslager Dachau gefangen gehalten.
Nach dem Tod des Breslauer Erzbischofs Adolf Kardinal Bertram wurde Edmund Nowicki am 15. August 1945 durch den polnischen Primas, August Kardinal Hlond, der die Kirchenprovinz Breslau ohne päpstliche Ermächtigung auf die vier Apostolischen Administraturen von Breslau, Oppeln, Allenstein und Landsberg an der Warthe aufgeteilt hatte, zum Apostolischen Administrator von Landsberg an der Warthe ernannt, dessen Zuständigkeit sich auf der Prälatur Schneidemühl sowie das östlich der Oder gelegene Gebiet des Bistums Berlin bezog: das brandenburgische Gebiet, das seit 1992 zum Bistum Zielona Góra-Gorzów gehört, sowie das pommersche Gebiet, aus dem 1972 das Bistum Köslin-Kolberg und das 20 Jahre später zum Erzbistum erhobene Bistum Stettin-Cammin errichtet wurden.
Am 26. Januar 1951 wurde den Administratoren in den ehemals deutschen Diözesen die weitere Amtsführung durch die kommunistischen Machthaber der Volksrepublik Polen verboten. An ihrer Stelle wurden vom Staat ernannte Kapitularvikare eingesetzt. Am 26. April 1951 ernannte Papst Pius XII. Edmund Nowicki zum Titularbischof von Adriane und zum Koadjutor „sedi datus“ von Danzig. Die am 26. September 1954 in der Kapelle der Posener Bischofsresidenz heimlich vorgenommene Bischofsweihe musste bis 1956 geheim gehalten werden. Am 1. Dezember 1956 wurde er zum Titularbischof von Thugga ernannt. Nach der vorübergehenden politischen Liberalisierung Polens konnte Edmund Nowicki schließlich am 8. Dezember 1956 offiziell das Amt des Weihbischofs und Koadjutors von Danzig antreten. In dieser Position nahm er von 1962 bis 1965 am Zweiten Vatikanischen Konzil teil.
Nach dem Tod von Bischof Carl Maria Splett, der sein Amt seit 1945 nicht ausüben durfte, wurde Edmund Nowicki 1964 zum Bischof von Danzig ernannt. Die 1972 durch den Heiligen Stuhl veranlasste Neuordnung der Diözesen erlebte er nicht mehr. Er wurde in der Danziger Kathedrale beigesetzt.